# Castello di Gravago
Il castello di Gravago è un maniero medievale i cui resti sorgono sulla vetta di un monte in prossimità del borgo di Gravago, frazione di Bardi in provincia di Parma.

## Storia
Risale al VII secolo, ai tempi dell'abate Attala, l'esistenza del monastero di San Michele Arcangelo di Gravago. Non lontano sorse in seguito anche il castello, edificato forse dagli stessi Longobardi a presidio del valico di Sant'Abdon (odierno passo di Santa Donna), posto lungo la via che collegava Piacenza al mare attraverso il passo del Brattello.
Agli inizi del XIII secolo il maniero apparteneva ai Platoni, come testimoniato da un atto di successione ereditaria tra alcuni membri della famiglia, ma nel 1234 risultava dipendente dal Comune di Piacenza.
In seguito il fortilizio passò sotto il controllo del conte Ubertino Landi, che lo affidò al suo parente Alberico Landi; quest'ultimo nel 1268 fu imprigionato dai piacentini, i quali, in cambio della sua liberazione, costrinsero Ubertino ad alienare il castello per 700 lire piacentine al Comune di Piacenza, che a sua volta lo rivendette a Rinaldo Scoto al prezzo di 3000 lire piacentine. I Lusardi, alleati di Ubertino, attaccarono il maniero e lo restituirono al Conte, che nel 1269 vi si rifugiò in seguito alla perdita del castello di Bardi, respingendo l'attacco da parte dei piacentini, aiutati dai milanesi e dai parmigiani; negli anni successivi Ubertino visse in una grande casaforte a Brè di Gravago, detta Caminata in quanto provvista di camino, non lontana dall'angusta fortezza, pianificandovi la riconquista della val di Taro.
Alla sua morte il castello passò ai suoi eredi Landi, che ne mantennero il possesso fino al 1687; perse le originarie funzioni difensive, il maniero, ormai profondamente degradato e semi-abbandonato, fu allora acquistato dai conti Platoni di Borgo Val di Taro.
Nel 1772 il duca di Parma Ferdinando di Borbone ingiunse al conte Carlo Platoni di lasciare Gravago, per ritirarsi a Borgo San Donnino; in seguito all'abolizione napoleonica dei diritti feudali del 1805, il castello e le sue adiacenze passarono alla giurisdizione del Comune di Bardi.
Nel 1928 l'antica fortezza si presentava già in buona parte distrutta, ma vi si conservava ancora integra una stanza sotterranea coperta da soffitto a volta.

## Descrizione
Il castello era costituito in origine da un edificio a pianta rettangolare, sviluppato su una superficie di 13 x 10 m, e da una torre di guardia, detta Battagliola, collegata al maniero attraverso un muro di cinta; non lontano si ergeva la casaforte Caminata di Brè, mentre in località Caminata sorgeva un'altra torre di vedetta, di cui oggi non rimane più alcuna traccia.
Del corpo principale, invece, sono ancora visibili nettamente i muri perimetrali in pietra, seppur in rovina, così come si conservano i resti della cinta e della torre Battagliola, in parte soffocati dal bosco circostante.
Della grande casaforte Caminata in località Brè, trasformata successivamente in un fabbricato rustico, resta infine integro l'originario muro orientale.